# Шейхизм
Шейхи́зм (араб. شيخيون‎ ) — шиитская секта, основанная в начале XIX века шейхом Ахмедом аль-Ахсаи (около 1750 — около 1827), который проповедовал в Ираке и Иране.

## Учение
Главная идея шейхизма состоит в неизбежности скорого пришествия мессии — скрытого имама махди, который уничтожит распространившуюся на земле несправедливость, а также появление человека, которого шейхиты называют «вратами» — «баб» — посредником между махди и людьми.
Шейхиты отрицают воскресение тленного тела человека после смерти, полагая, что воскреснет другое, нематериальное тело, которым также наделён человек.

## История
Бабиты, а затем азалиты и бахаиты считают шейхизм духовным предшественником своих движений, подготовившим путь для Баба и, в вере бахаи, для Бахауллы. Согласно этой точке зрения, шейхизм выполнил свою эсхатологическую миссию и больше не актуален. Между бабизмом и шейхизмом много общего. Баб несколько раз встречался с Сийидом Казимом, и, по словам Муджана Момена и Питера Смита, более половины «выдающихся» новообращённых в веру бахаи в первые четыре года были шейхитами. Одним из ключевых сходств между шейхизмом и верой бахаи является их общий акцент на символическом и аллегорическом понимании священных писаний.

## Численность и распространение
Современная численность шейхитов составляет более 1 млн человек. Они живут главным образом в Бахрейне, Ираке и Иране. Есть также общины в Кувейте, Сирии, Пакистане и других странах.